# Sor Citroën
Sor Citroën és una pel·lícula espanyola dirigida per Pedro Lazaga i interpretada per Gracita Morales i Rafaela Aparicio com a protagonistes. El títol de la pel·lícula fa referència al sobrenom de la protagonista. Fou rodada a Alcalá de Henares i La Robla (Lleó).
La pel·lícula es va estrenar el 5 de desembre de 1967 i durant la seva projecció als cinemes, va tenir prop de dos milions d'espectadors i gairebé 200.000 euros de recaptació.

## Argument
Una comunitat de monges que dirigeix un orfenat de nenes decideix modernitzar-se. Per a això compren un Citroën 2CV. Es decideix que la germana Tomasa, nouvinguda, sigui la que aprengui a conduir. En un principi no se li dona molt bé, posant en perill en diverses ocasions el trànsit. Quan finalment aprova el permís de conduir, per por de l'examinador a tornar a muntar-se amb ella, al costat de la germana Rafaela es dedica a anar amb el cotxe pels carrers de Madrid demanant caritat per a l'orfenat.
La germana Tomasa és impulsiva i extravertida i trenca amb freqüència les normes de la comunitat per a solucionar els problemes, la qual cosa la fa objecte de les reprimendes de la mare superiora. D'entre els orfes li pren especial afecte a una parella de germanets, Luisi i Nando, que han de romandre separats perquè la institució només admet nenes. Tots els caps de setmana la germana Tomasa porta a Luisi en el cotxe a l'asil dels nens perquè visiti al seu germanet. Però això no és suficient per al petit Nando, que s'escapa. Sor Tomasa i Luisi surten aquesta mateixa nit a buscar-ho amb el cotxe, i quan el troben en lloc de retornar-lo a l'asil els porta amb el pare de la religiosa perquè estiguin junts. Aquesta decisió provocarà que la germana Tomasa sigui sancionada amb el trasllat a un altre convent, quedant-se a càrrec del cotxe la germana Rafaela.

## Repartiment
- Gracita Morales - germana Tomasa (sor Citroën)
- Mari Carmen Prendes - mare superiora
- Rafaela Aparicio - germana Rafaela
- Juanjo Menéndez - pare Jerónimo
- Rafael Alonso - examinador de trànsit
- José Luis López Vázquez - el cuchillas
- Luis Sánchez Polack - guàrdia urbà
- Andrés Mejuto - pare de sor Citroën
- Antonio Ferrandis - don Paco, el comissari
- Ana Isabel Joglar - la nena Luisi
- Javier Antonio García - el nen Nando
- Carmen Sánchez - monja del convent
- Beni Deus - guàrdia urbà

## Curiositats
Malgrat que és una comèdia bastant blanca, igual que altres tantes pel·lícules de l'època, va passar per les mans de la censura. En aquest cas es va censurar una escena on s'observava a les monges prenent sopa en el refetor mentre una altra d'elles els recitava el codi de circulació (en lloc de les lectures religioses que solen llegir-se en els convents en els menjars).